# Rudíkov
Rudíkov är en ort i Tjeckien.   Den ligger i regionen Vysočina, i den centrala delen av landet, 140 km sydost om huvudstaden Prag. Rudíkov ligger 515 meter över havet och antalet invånare är 674.
Terrängen runt Rudíkov är lite kuperad. Runt Rudíkov är det tätbefolkat, med 276 invånare per kvadratkilometer. Närmaste större samhälle är Třebíč, 9,4 km sydväst om Rudíkov. Omgivningarna runt Rudíkov är en mosaik av jordbruksmark och naturlig växtlighet.